# Åsvær
Åsvær – niewielka grupa wysp położonych u wybrzeża Norwegii na południe od fiordu Åsenfjord pod kołem podbiegunowym. Pod względem administracyjnym należą do gminy Dønna.
W 1876 na wyspie postawiono latarnię morską. Wyspy miały znaczenie tylko jako miejsca postoju dla poławiaczy śledzi. Podczas połowów (dwa-trzy tygodnie w grudniu) panował tu ożywiony ruch rybacki, poza tym były właściwie niezamieszkane. Na przełomie XIX i XX wieku w rejonie tym łowiono ok. 200 tys. ton śledzi.